# Fordongianus
Fordongianus (tiếng Hy Lạp: Hydata Hypsitana; tiếng Latin: Aquæ Hypsitanæ, Aquae Hypsitanae, và sau này là Forum Trajani hoặc Forum Traiani) là một đô thị ở tỉnh Oristano trong vùng Sardinia, có khoảng cách khoảng 90 km về phía tây bắc của Cagliari và cách khoảng 25 km về phía đông bắc của Oristano. Tại thời điểm ngày 31 tháng 12 năm 2004, đô thị này có dân số 1.037 người và diện tích là 39,4 km².
Fordongianus giáp các đô thị: Allai, Busachi, Ghilarza, Ollastra, Paulilatino, Siapiccia, Villanova Truschedu.